# Гальчев, Филарет Ильич
Филарет Ильич Гальчев (род. 26 мая 1963, село Тарсони, Цалкский район, Грузинская ССР) — российский предприниматель, бизнесмен, крупнейший акционер и председатель совета директоров АО «Евроцемент груп».

## Биография
В 1991 году окончил Московский государственный горный университет (сейчас — Горный институт НИТУ «МИСиС»). В том же году стал главным экспертом по коммерческим вопросам в Институте горного дела им. А. А. Скочинского. С 1992 года — генеральный директор Международного торгового дома горной промышленности. В 1993 году — начальник управления организации рынка угля в компании «Росуголь». В 1996 году создал компанию «Росуглесбыт», позднее переименованную в «Евроцемент».

## Собственность
Является единственным акционером АО «Евроцемент груп», которое производит до трети всего цемента, выпускаемого в России.

## Общественная деятельность
Является членом Правления РСПП, входит в состав Попечительского совета Государственной Третьяковской галереи, Попечительского совета Русского географического общества, Наблюдательного совета НИТУ «МИСиС», Консультативного совета по взаимодействию Евразийской экономической комиссии и Делового совета Евразийского экономического союза.